# Total Distortion
Total Distortion è un videogioco d'avventura prodotto dalla Pop Rocket nel 1995. Il suo creatore, Joe Sparks, ha utilizzato la stessa tecnologia del predecessore Spaceship Warlock (pubblicato dalla Reactor Inc.): il gioco è infatti realizzato in Macromedia Director e programmato utilizzando il linguaggio Lingo. Inoltre, si compone di una trama principale piuttosto limitativa alla quale sono però collegate svariate attività secondarie (come i minigiochi nascosti nella libreria, o la cucina).

## Trama
Siamo nel 1992, su una versione alternativa e alquanto "futuristica" della Terra. In diversi luoghi sono stati ritrovati degli strani dispositivi che permettono a chi li usa di teletrasportare qualsiasi oggetto su un'altra dimensione. Questa scoperta ha marcato l'inizio della cosiddetta scienza interplanare e ha rivoluzionato le industrie di tutto il pianeta: potendo infatti teletrasportare gli oggetti da una dimensione all'altra, la produttività sarebbe enormemente aumentata. 
Ma questi strani "dispositivi" sono stati presto utilizzati per altri scopi, come una folle corsa alla conquista delle dimensioni che ha aperto le porte alla sperimentazione umana, e ha richiesto l'invenzione dei Coma Tank, macchinari che offrono il sostentamento al corpo umano il tempo necessario per permettergli di sopravvivere allo stato di coma intenso che sopraggiunge dopo il teletrasporto (il quale può anche essere fatale). Vengono quindi scoperte dimensioni bizzarre, come la Elvis Dimension, o la dimensione dei cartoni animati violenti.
Nel 1998, esattamente sei anni dopo, entra in scena il giocatore nei panni di un regista di video musicali che, avendo ereditato 3 milioni di dollari da un defunto parente, decide anch'egli di teletrasportarsi in un'altra dimensione, la "Distortion Dimension" (così chiamata per i forti suoni di chitarre elettriche che la pervadono) per trovare altra materia prima per i suoi video.
Così, dopo aver costruito un imponente edificio chiamato Personal Media Tower, raggiunge la dimensione, ma insorge un grave problema: il regista ha speso tutta la sua fortuna per realizzare l'impresa ed è ora impossibilitato a tornare sulla Terra una volta finito il lavoro.
Sarà dunque compito del giocatore produrre eccitanti video musicali utilizzando filmati presi dalla "Distortion Dimension" e venderli a dei produttori per recuperare il denaro necessario a teletrasportarsi nuovamente sulla Terra.

## Modalità di gioco
Prima di cominciare la partita, è possibile decidere la modalità di gioco, il livello di difficoltà e il livello di pericolo. Le modalità a disposizione sono tre:
- Mega Wealth: Il giocatore vince la partita tornando sulla Terra con l'ammontare di denaro richiesto;
- Mega Fame: Il giocatore vince la partita tornando sulla Terra con una certa quantità di Punti Fama (è però necessario pagare il costo di teletrasporto di 1.000.000$);
- Mega Wealth and Fame: Per vincere è necessario soddisfare entrambi gli obiettivi.

I livelli di difficoltà e pericolo vanno dall'1 al 5. La difficoltà rende gli obiettivi più difficili da raggiungere, inoltre influenza le quantità iniziali di cibo e combustibile a disposizione. Il pericolo rende più difficili le battaglie.
Per produrre i video, il giocatore deve usare la videocamera in dotazione a mano a mano che esplora la dimensione in modo da sbloccare nuove clip, quindi esprimere la sua creatività con il "Video Sequencer". Si devono poi contattare i tre produttori: Stevie Groovie (America), Yuji Dude (Giappone) e Hans Kranger (Germania, quest'ultimo va sbloccato accumulando Punti Fama) e convincerli a comprare i diritti del video in modo da guadagnare contanti.
I contanti possono poi essere spesi per comprare scorte di carburante per utilizzare l'attrezzatura della torre, cibo liofilizzato e chitarre come armi di difesa (vedi sotto).
Il giocatore deve inoltre dormire spesso per ricaricare l'Energia Mentale e anche mangiare e bere per recuperare sia Energia Fisica che Mentale. Questi due fattori influenzano la Forza Vitale del giocatore, e possono farla sia aumentare che diminuire.
Quando il giocatore ha abbastanza soldi e Punti Fama per tornare sulla Terra, deve contattare Mr.Red, l'agente del Governo, e programmare un teletrasporto.

### Battaglie
Nell'esplorazione della "Distortion Dimension" il giocatore verrà spesso aggredito dai "Guitar Warrior" che non vedono di buon occhio gli intrusi. Per difendersi, si deve combattere a suon di schitarrate.
Esistono cinque tipi di chitarre, una più potente dell'altra, e ognuna suona sette note di diversa velocità e potenza. Quando si combatte, il giocatore deve riuscire a colpire il nemico con le sue note e nel contempo a smorzare quelle avversarie con altre della stessa intensità. Se il giocatore risulta vincitore, viene ricompensato con Punti Fama e può procedere nell'esplorazione.
NOTA: A Pericolo 1, il giocatore vede i colori delle note sia sul pannello della chitarra che quando vengono suonate; a Pericolo 2 o 3 vede solo i colori delle note suonate mentre a Pericolo 4 o 5 i colori svaniscono e l'unico modo per vincere è avere un buon orecchio musicale per riconoscere le note.

### Minigiochi del sogno
Quando si dorme, il giocatore deve eseguire una sorta di minigioco in cui deve tenere alla larga gli incubi (che diminuiscono l'Energia Mentale) dal suo cervello e far entrare un sogno, utilizzando un cannoncino orientabile.
A seconda del sogno entrato, il giocatore deve poi eseguire due prove:
- Dream Zs: Il giocatore deve trascinare un cuscino e raccogliere quante più Z possibili, evitando i pugnali e i teschi.
- Dream lights: Il giocatore deve trascinare le cinque lampadine colorate al loro posto in modo da far accendere la scritta DREAM. Tuttavia non deve colpire gli incubi volanti che distruggeranno le lampadine.

Questa è una delle migliori innovazioni del gioco.